# Inna Ryskalová
Inna Ryskalová (* 15. června 1944 Baku) byla ázerbájdžánská volejbalistka reprezentující Sovětský svaz. S jeho reprezentací získala dvě zlaté (1968, 1972) a dvě stříbrné (1964, 1976) olympijské medaile, v roce 1970 získala titul mistryň světa a třikrát se stala evropskou šampiónkou (1963, 1967, 1971). V roce 2000 byla uvedena do Síně slávy Mezinárodní volejbalové federace.